# Piégon
Piégon – miejscowość i gmina we Francji, w regionie Owernia-Rodan-Alpy, w departamencie Drôme.
Według danych na rok 1990 gminę zamieszkiwało 268 osób, a gęstość zaludnienia wynosiła 26 osób/km² (wśród 2880 gmin regionu Rodan-Alpy Piégon plasuje się na 1360. miejscu pod względem liczby ludności, natomiast pod względem powierzchni na miejscu 1099.).